# Cô gái xấu xí
Cô gái xấu xí é uma telenovela vietnamita produzida e exibida pela Vietnam Television, cuja transmissão ocorreu em 2008. É uma adaptação da trama colombiana Yo soy Betty, la fea, escrita por Fernando Gaitán.

## Elenco
- Chi Bảo - An Đông
- Lan Phương - Mai Lan
- Bình Minh - Tiến Mạnh